# Liste der Monuments historiques in Volnay (Côte-d’Or)
Die Liste der Monuments historiques in Volnay führt die Monuments historiques in der französischen Gemeinde Volnay auf.

## Liste der Immobilien
| Bezeichnung                          | Beschreibung               | Standort                      | Kennzeichnung | Schutzstatus | Datum | Bild           |
| ------------------------------------ | -------------------------- | ----------------------------- | ------------- | ------------ | ----- | -------------- |
| Friedhofskapelle Notre-Dame-de-Pitié | 1540 erbaut                | Rue de la Chapelle (Lage)     | PA00112742    | Inscrit      | 1925  | weitere Bilder |
| La Pierre-Brûlée                     | jungsteinzeitlicher Dolmen | nordwestlich des Ortes (Lage) | PA00112743    | Classé       | 1911  | weitere Bilder |
| Kirche St-Cyr-et-Ste-Julitte         | ab dem 13. Jahrhundert     | Place de l’Eglise (Lage)      | PA00112744    | Inscrit      | 1025  | weitere Bilder |

## Liste der Objekte
| Bezeichnung                                             | Beschreibung                                        | Standort                                        | Kennzeichnung | Schutzstatus | Datum | Bild |
| ------------------------------------------------------- | --------------------------------------------------- | ----------------------------------------------- | ------------- | ------------ | ----- | ---- |
| Relief Anbetung der König                               | Holz, farbig gefasst, 16. Jahrhundert               | in der Kirche St-Cyr-et-Ste-Julitte (Lage)      | PM21002570    | Classé       | 1907  |      |
| Reiterskulptur Der heilige Georg unterwirft den Drachen | Kalkstein, farbig gefasst, 16. Jahrhundert          | in der Kirche St-Cyr-et-Ste-Julitte (Lage)      | PM21002571    | Classé       | 1907  |      |
| Kanzel                                                  | Holz, bezeichnet 1741                               | in der Kirche St-Cyr-et-Ste-Julitte (Lage)      | PM21002572    | Classé       | 1907  |      |
| Wandvertäfelung des Chorraums                           | Holz, bezeichnet 1758                               | in der Kirche St-Cyr-et-Ste-Julitte (Lage)      | PM21002573    | Classé       | 1907  |      |
| Gedenktafel an eine Stiftung                            | Kalkstein, bezeichnet 1532                          | in der Kirche St-Cyr-et-Ste-Julitte (Lage)      | PM21002574    | Classé       | 1938  |      |
| Gedenktafel an die Grundsteinlegung                     | Kalkstein, bezeichnet 1540                          | außen an der Kapelle Notre-Dame-de-Pitié (Lage) | PM21002575    | Classé       | 1938  |      |
| Gemälde Anbetung der Hirten                             | Ölfarbe auf Leinwand, Holzrahmen, 18. Jahrhundert   | in der Kirche St-Cyr-et-Ste-Julitte (Lage)      | PM21002576    | Classé       | 1984  |      |
| Gemälde Unterweisung Mariens                            | Ölfarbe auf Leinwand, Holzrahmen, 18. Jahrhundert   | in der Kirche St-Cyr-et-Ste-Julitte (Lage)      | PM21002577    | Classé       | 1984  |      |
| Gemälde Christus in der Marter                          | Ölfarbe auf Leinwand, 17. Jahrhundert               | in der Kirche St-Cyr-et-Ste-Julitte (Lage)      | PM21002578    | Classé       | 1984  |      |
| Gemälde Bindung Isaaks                                  | Ölfarbe auf Leinwand, 17. Jahrhundert               | in der Kirche St-Cyr-et-Ste-Julitte (Lage)      | PM21002579    | Classé       | 1984  |      |
| Gemälde Rast auf der Flucht nach Ägypten                | Ölfarbe auf Holz, 17. Jahrhundert                   | in der Kirche St-Cyr-et-Ste-Julitte (Lage)      | PM21002580    | Classé       | 1984  |      |
| Skulptur Heilige Julitta                                | Kalkstein, farbig gefasst, 16. Jahrhundert          | in der Kirche St-Cyr-et-Ste-Julitte (Lage)      | PM21002581    | Classé       | 1984  |      |
| Zwei Reliquiare                                         | Holz, vergoldet, erste Hälfte des 18. Jahrhunderts  | in der Kirche St-Cyr-et-Ste-Julitte (Lage)      | PM21002582    | Classé       | 1984  |      |
| Reliquienbüste des heiligen Flocellus                   | Holz, farbig gefasst und vergoldet, bezeichnet 1735 | in der Kirche St-Cyr-et-Ste-Julitte (Lage)      | PM21002583    | Classé       | 1984  |      |
| Reliquienbüste des heiligen Quiricus                    | Holz, farbig gefasst und vergoldet, bezeichnet 1735 | in der Kirche St-Cyr-et-Ste-Julitte (Lage)      | PM21002584    | Classé       | 1984  |      |
| Kerzenständer                                           | Holz, vergoldet, zweite Hälfte des 18. Jahrhunderts | in der Kirche St-Cyr-et-Ste-Julitte (Lage)      | PM21002585    | Classé       | 1984  |      |
| Kommunionbank                                           | Schmiedeeisen, bezeichnet 1803                      | in der Kirche St-Cyr-et-Ste-Julitte (Lage)      | PM21002586    | Classé       | 1984  |      |
| Gemälde Ecce homo                                       | Ölfarbe auf Leinwand, um 1600                       | in der Kapelle Notre-Dame-de-Pitié (Lage)       | PM21002587    | Classé       | 1984  |      |
| Gemälde Heilige Johanna Franziska von Chantal           | Ölfarbe auf Leinwand, 18. Jahrhundert               | in der Kapelle Notre-Dame-de-Pitié (Lage)       | PM21002588    | Classé       | 1984  |      |
| Gemälde Kreuzabnahme                                    | Ölfarbe auf Eichenholz, um 1500                     | in der Kapelle Notre-Dame-de-Pitié (Lage)       | PM21002589    | Classé       | 1984  |      |
| Gemälde Mariä Verkündigung                              | Ölfarbe auf Holz, 16. Jahrhundert                   | in der Kapelle Notre-Dame-de-Pitié (Lage)       | PM21002590    | Classé       | 1984  |      |
| Pietà                                                   | Stein, farbig gefasst, 19. Jahrhundert              | in der Kapelle Notre-Dame-de-Pitié (Lage)       | PM21003807    | Inscrit      | 1981  |      |
| Gemälde Kreuzigung (1)                                  | Ölfarbe auf Leinwand. Holzrahmen, 17. Jahrhundert   | in der Kapelle Notre-Dame-de-Pitié (Lage)       | PM21003808    | Inscrit      | 1981  |      |
| Zwei Gemälde: Maria Magdalena und Josefs Traum          | Gips, bemalt, 19. Jahrhundert                       | in der Kapelle Notre-Dame-de-Pitié (Lage)       | PM21003810    | Inscrit      | 1981  |      |
| Gemälde Madonna mit Kind und Johannesknaben             | Ölfarbe auf Leinwand, 17. Jahrhundert               | in der Kirche St-Cyr-et-Ste-Julitte (Lage)      | PM21003801    | Inscrit      | 1981  |      |
| Reliquienbüste des heiligen Vinzenz                     | Holz, farbig gefasst und vergoldet, 19. Jahrhundert | in der Kirche St-Cyr-et-Ste-Julitte (Lage)      | PM21003802    | Inscrit      | 1981  |      |
| Skulptur Heiliger Quiricus                              | Stein, farbig gefasst, 16. Jahrhundert              | in der Kirche St-Cyr-et-Ste-Julitte (Lage)      | PM21003803    | Inscrit      | 1981  |      |
| Gemälde Kreuzigung (2)                                  | Ölfarbe auf Leinwand, 17. Jahrhundert               | in der Kirche St-Cyr-et-Ste-Julitte (Lage)      | PM21003805    | Inscrit      | 1981  |      |
| Gemälde Heilige Julitta und Quiricus                    | Ölfarbe auf Leinwand, 17. Jahrhundert               | in der Kirche St-Cyr-et-Ste-Julitte (Lage)      | PM21003806    | Inscrit      | 1981  |      |
| Hauptaltar                                              | Stein, bezeichnet 1759                              | in der Kirche St-Cyr-et-Ste-Julitte (Lage)      | PM21003819    | Inscrit      | 1985  |      |
| Gemälde Heiliger Franz von Sales                        | Ölfarbe auf Leinwand, 18. Jahrhundert               | in der Kapelle Notre-Dame-de-Pitié (Lage)       | PM21003809    | Inscrit      | 1981  |      |
| Kruzifix                                                | Holz, farbig gefasst, 16. Jahrhundert               | in der Kirche St-Cyr-et-Ste-Julitte (Lage)      | PM21003804    | Inscrit      | 1981  |      |